# Köbi Kuhn
Jakob "Köbi" Kuhn (n. 12 octombrie 1943, Zürich, cantonul Zürich, Elveția – d. 26 noiembrie 2019, Zollikerberg⁠(d), cantonul Zürich, Elveția) a fost un fotbalist și antrenor de fotbal elvețian.
El a petrecut cea mai mare parte a carierei sale la FC Zürich și a jucat în 63 de meciuri la echipa națională de fotbal a Elveției, cu care a participat la Campionatul Mondial de Fotbal 1966 din Anglia. Ca antrenor, a condus Elveția la Euro 2004, Euro 2008 și la Campionatul Mondial de Fotbal 2006.

## Statistici

### Antrenor
| Echipa      | Țara    | Început       | Sfârșit     | Rezultate | Rezultate | Rezultate | Rezultate | Rezultate | Rezultate | Rezultate | Rezultate |
| Echipa      | Țara    | Început       | Sfârșit     | G         | W         | D         | L         | Win %     | GF        | GA        | +/-       |
| ----------- | ------- | ------------- | ----------- | --------- | --------- | --------- | --------- | --------- | --------- | --------- | --------- |
| Zürich      | Elveția | August 1983   | August 1983 |           |           |           |           |           |           |           |           |
| Zürich      | Elveția | December 1983 | May 1984    |           |           |           |           |           |           |           |           |
| Elveția U21 | Elveția |               | 2001        |           |           |           |           |           |           |           |           |
| Elveția     | Elveția | 2001          | July 2008   | 73        | 32        | 18        | 23        | 43.84     | 111       | 88        | 23        |
| Total       |         |               |             |           |           |           |           |           |           |           |           |